# AunaCable
AunaCable fue una empresa de televisión por cable, teléfono e Internet fruto de la fusión en 2002 de varias operadoras de cable de carácter regional. Las plataformas fusionadas fueron la madrileña Madritel, la catalana Menta, la andaluza Supercable, la aragonesa Able y Canarias Telecom.
Durante el tiempo que operó, en cada región conservó el nombre de la operadora regional que le precedió, denominándose en Madrid «AunaCable Madritel», en Cataluña «AunaCable Menta», etc. AunaCable desapareció cuando fue absorbida por Retevisión, que desde ese momento se rebautizó como Auna.
Auna fue finalmente comprada y absorbida en 2005 por ONO, y tanto sus servicios como sus clientes fueron unificados bajo dicha marca.
En el 2014, el operador Vodafone compró ONO, pudiendo así ofrecer cable donde no es posible dar servicio de fibra óptica.